# Saint-Étienne-des-Sorts
Pour les articles homonymes, voir Saint-Étienne (homonymie).
Saint-Étienne-des-Sorts est une commune française située dans le nord-est du département du Gard en région Occitanie.
Exposée à un climat méditerranéen, elle est drainée par le Rhône, Lône de Brouteiron et par un autre cours d'eau. La commune possède un patrimoine naturel remarquable : un site Natura 2000 (« le Rhône aval »), un espace protégé (l'« île des Brotteaux ») et deux zones naturelles d'intérêt écologique, faunistique et floristique.
Saint-Étienne-des-Sorts est une commune rurale qui compte 537 habitants en 2022. Elle fait partie de l'aire d'attraction de Bagnols-sur-Cèze. Ses habitants sont appelés les Stéphanois ou  Stéphanoises.

## Géographie

### Climat
Pour des articles plus généraux, voir Climat de l'Occitanie et Climat du Gard.
En 2010, le climat de la commune est de type climat méditerranéen franc, selon une étude s'appuyant sur une série de données couvrant la période 1971-2000. En 2020, Météo-France publie une typologie des climats de la France métropolitaine dans laquelle la commune est exposée à un climat méditerranéen et est dans la région climatique Provence, Languedoc-Roussillon, caractérisée par une pluviométrie faible en été, un très bon ensoleillement (2 600 h/an), un été chaud (21,5 °C), un air très sec en été, sec en toutes saisons, des vents forts (fréquence de 40 à 50 % de vents > 5 m/s) et peu de brouillards.
Pour la période 1971-2000, la température annuelle moyenne est de 13,9 °C, avec une amplitude thermique annuelle de 18 °C. Le cumul annuel moyen de précipitations est de 770 mm, avec 5,9 jours de précipitations en janvier et 3,2 jours en juillet. Pour la période 1991-2020, la température moyenne annuelle observée sur la station météorologique la plus proche, située sur la commune de Chusclan à 5 km à vol d'oiseau, est de 15,3 °C et le cumul annuel moyen de précipitations est de 750,2 mm,. Pour l'avenir, les paramètres climatiques de la commune estimés pour 2050 selon différents scénarios d’émission de gaz à effet de serre sont consultables sur un site dédié publié par Météo-France en novembre 2022.

### Milieux naturels et biodiversité

#### Espaces protégés
La protection réglementaire est le mode d’intervention le plus fort pour préserver des espaces naturels remarquables et leur biodiversité associée,.
Un  espace protégé est présent sur la commune : 
l'« île des Brotteaux », un terrain acquis (ou assimilé) par un conservatoire d'espaces naturels, d'une superficie de 6,10 ha.

#### Réseau Natura 2000

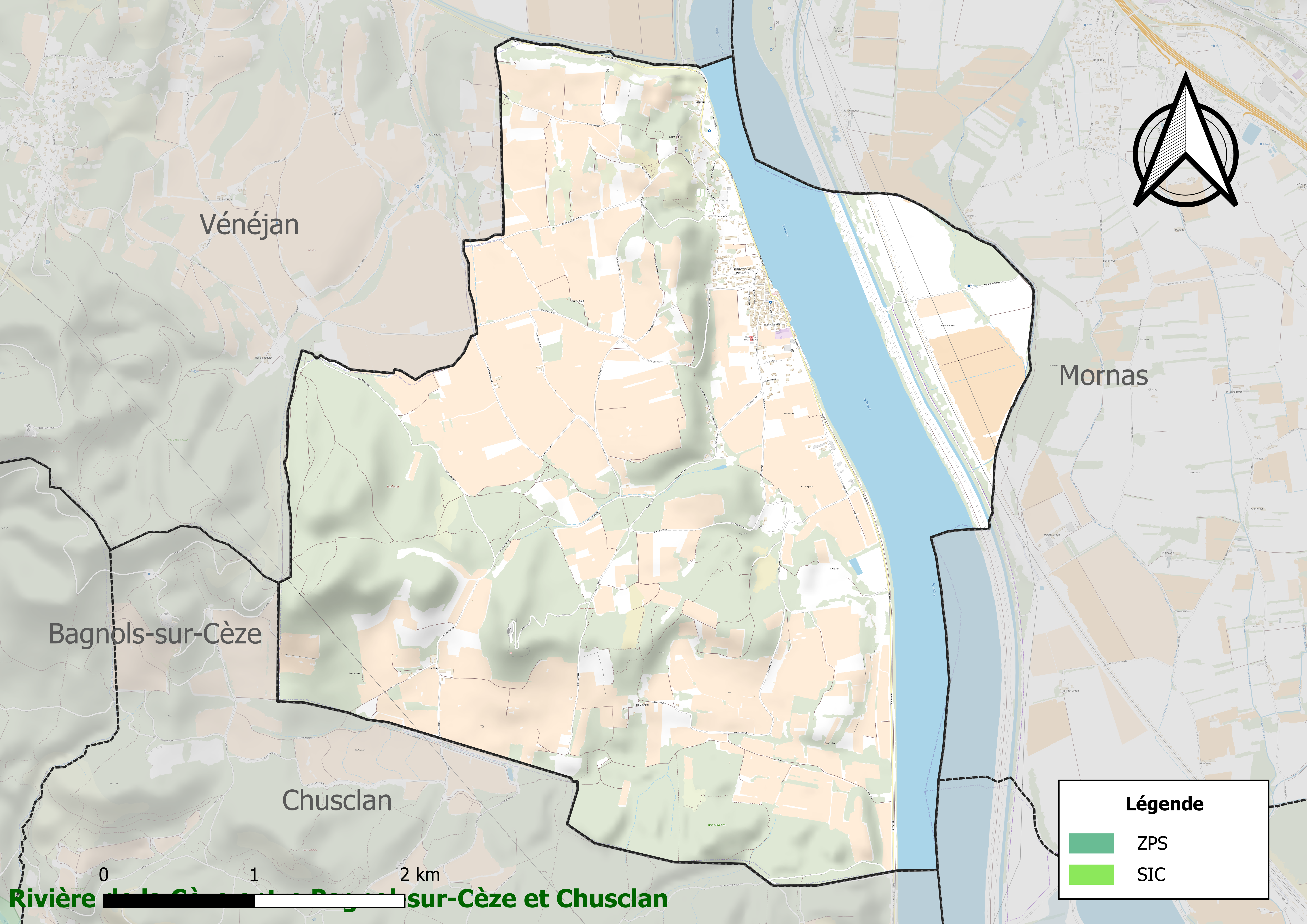
Site Natura 2000 sur le territoire communal.

Le réseau Natura 2000 est un réseau écologique européen de sites naturels d'intérêt écologique élaboré à partir des directives habitats et oiseaux, constitué de zones spéciales de conservation (ZSC) et de zones de protection spéciale (ZPS).
Un site Natura 2000 a été défini sur la commune au titre de la directive habitats : « le Rhône aval », d'une superficie de 12 579 ha.

#### Zones naturelles d'intérêt écologique, faunistique et floristique

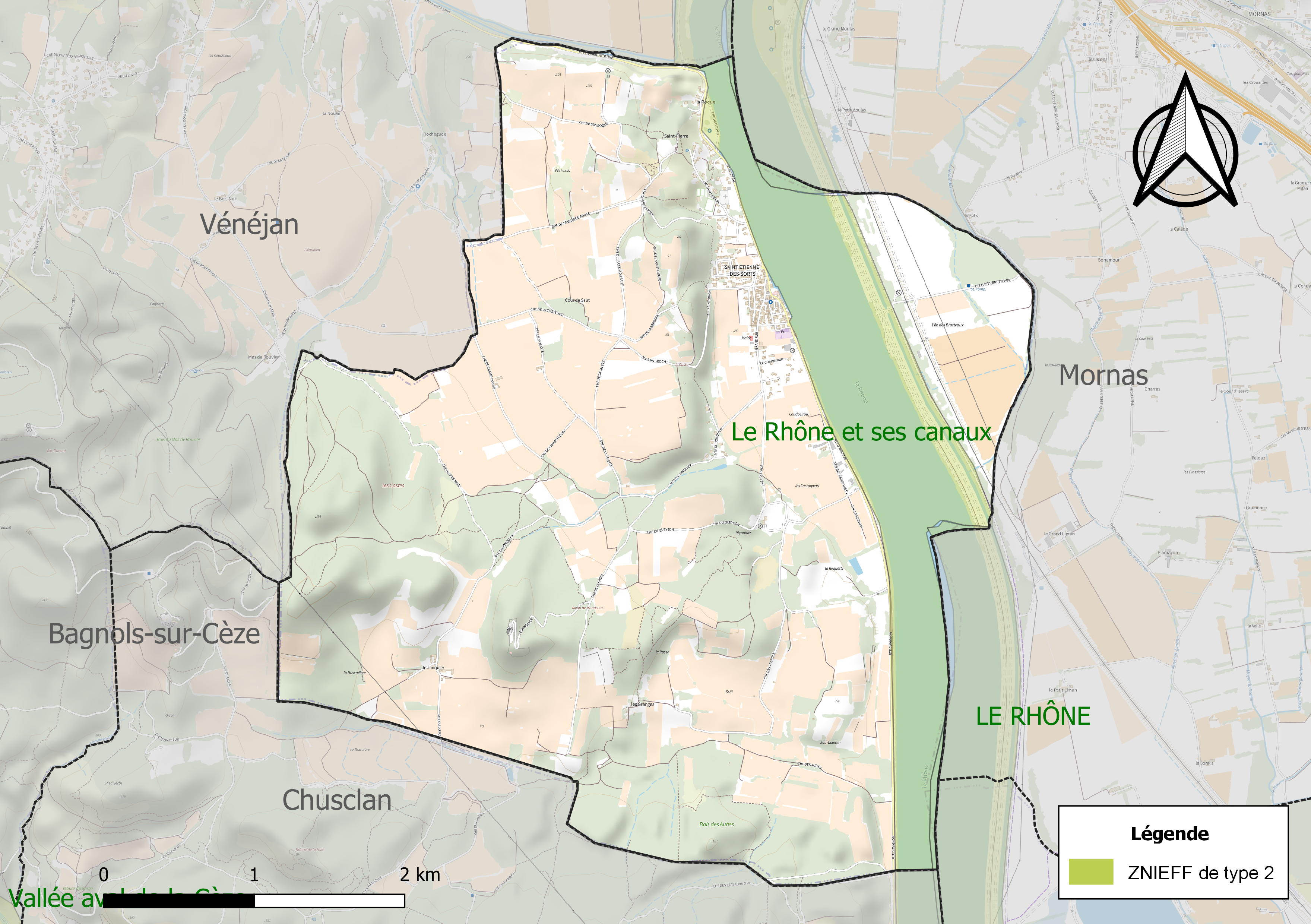
Carte des ZNIEFF de type 2 localisées sur la commune.

L’inventaire des zones naturelles d'intérêt écologique, faunistique et floristique (ZNIEFF) a pour objectif de réaliser une couverture des zones les plus intéressantes sur le plan écologique, essentiellement dans la perspective d’améliorer la connaissance du patrimoine naturel national et de fournir aux différents décideurs un outil d’aide à la prise en compte de l’environnement dans l’aménagement du territoire.
Deux ZNIEFF de type 2 sont recensées sur la commune :
- « le Rhône » (3 202 ha), couvrant 27 communes dont 2 dans l'Ardèche, 1 dans les Bouches-du-Rhône, 12 dans le Gard et 12 dans le Vaucluse[14] ;
- « le Rhône et ses canaux » (3 879 ha), couvrant 15 communes du département[15].

## Urbanisme

### Typologie
Au 1er janvier 2024, Saint-Étienne-des-Sorts est catégorisée commune rurale à habitat dispersé, selon la nouvelle grille communale de densité à sept niveaux définie par l'Insee en 2022.
Elle est située hors unité urbaine. Par ailleurs la commune fait partie de l'aire d'attraction de Bagnols-sur-Cèze, dont elle est une commune de la couronne,. Cette aire, qui regroupe 30 communes, est catégorisée dans les aires de moins de 50 000 habitants,.

### Occupation des sols
L'occupation des sols de la commune, telle qu'elle ressort de la base de données européenne d’occupation biophysique des sols Corine Land Cover (CLC), est marquée par l'importance des territoires agricoles (51,8 % en 2018), une proportion sensiblement équivalente à celle de 1990 (52 %). La répartition détaillée en 2018 est la suivante : 
cultures permanentes (47,9 %), forêts (28,7 %), eaux continentales (13,7 %), zones agricoles hétérogènes (3,9 %), milieux à végétation arbustive et/ou herbacée (3 %), zones urbanisées (2,7 %). L'évolution de l’occupation des sols de la commune et de ses infrastructures peut être observée sur les différentes représentations cartographiques du territoire : la carte de Cassini (XVIIIe siècle), la carte d'état-major (1820-1866) et les cartes ou photos aériennes de l'IGN pour la période actuelle (1950 à aujourd'hui).

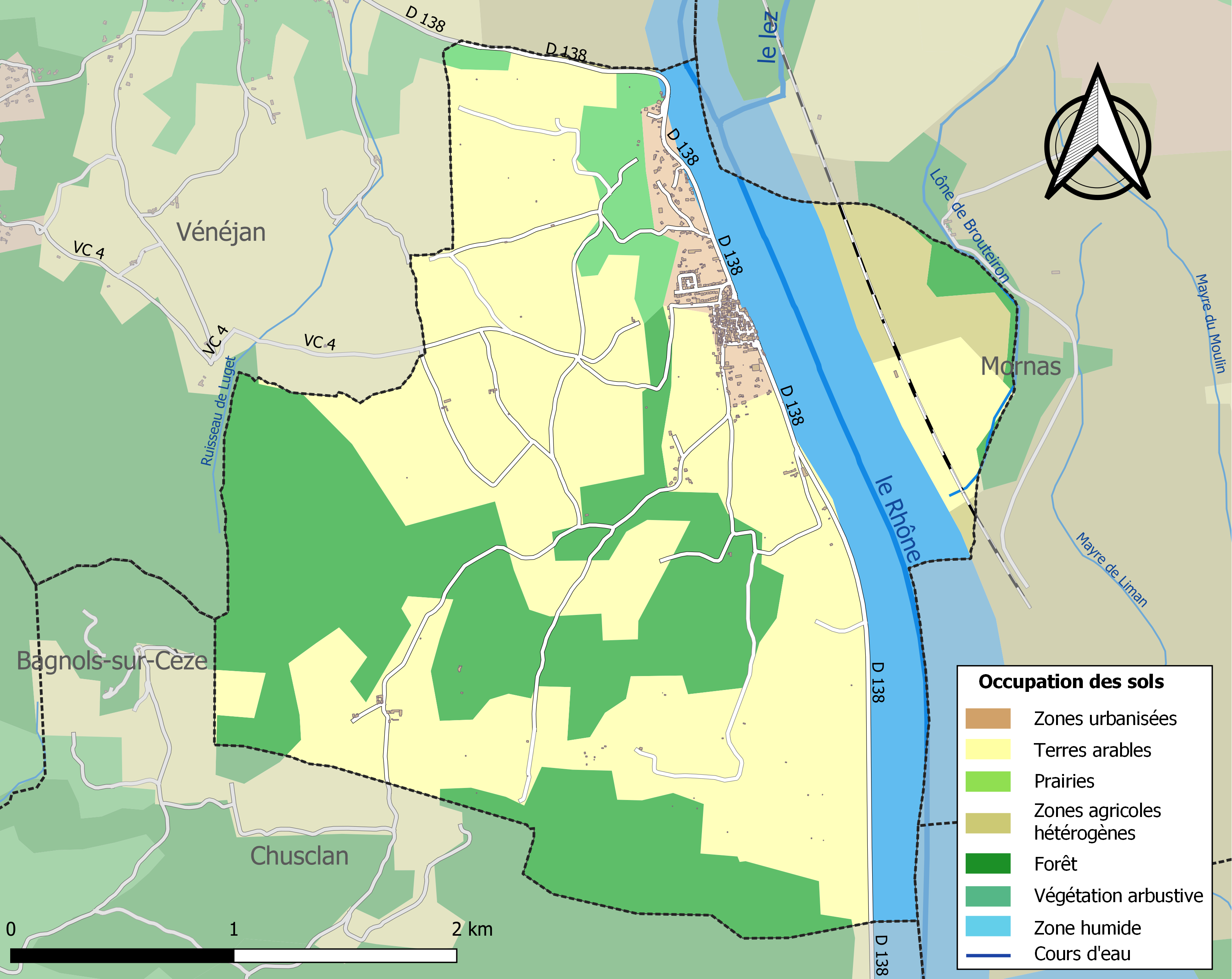
Carte des infrastructures et de l'occupation des sols de la commune en 2018 (CLC).

### Risques majeurs
Le territoire de la commune de Saint-Étienne-des-Sorts est vulnérable à différents aléas naturels : météorologiques (tempête, orage, neige, grand froid, canicule ou sécheresse), inondations, feux de forêts et séisme (sismicité modérée). Il est également exposé à deux risques technologiques, le transport de matières dangereuses et le risque nucléaire. Un site publié par le BRGM permet d'évaluer simplement et rapidement les risques d'un bien localisé soit par son adresse soit par le numéro de sa parcelle.

#### Risques naturels
Certaines parties du territoire communal sont susceptibles d’être affectées par le risque d’inondation par débordement de cours d'eau et par une crue à  débordement lent de cours d'eau, notamment le Rhône. La commune a été reconnue en état de catastrophe naturelle au titre des dommages causés par les inondations et coulées de boue survenues en 1982, 2002 et 2003,.

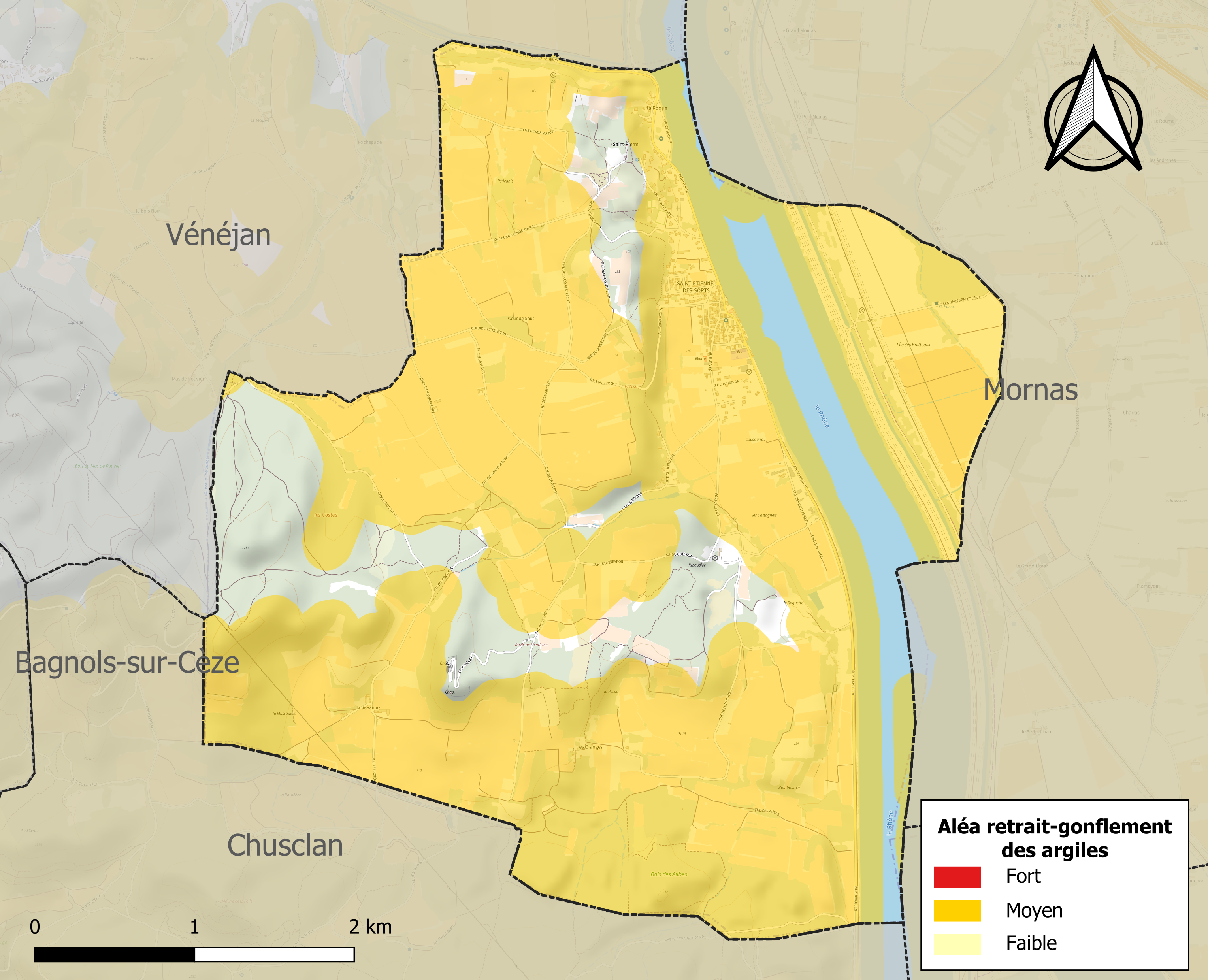
Carte des zones d'aléa retrait-gonflement des sols argileux de Saint-Étienne-des-Sorts.

Le retrait-gonflement des sols argileux est susceptible d'engendrer des dommages importants aux bâtiments en cas d’alternance de périodes de sécheresse et de pluie. 81,1 % de la superficie communale est en aléa moyen ou fort (67,5 % au niveau départemental et 48,5 % au niveau national). Sur les 238 bâtiments dénombrés sur la commune en 2019, 237 sont en aléa moyen ou fort, soit 100 %, à comparer aux 90 % au niveau départemental et 54 % au niveau national. Une cartographie de l'exposition du territoire national au retrait gonflement des sols argileux est disponible sur le site du BRGM,.
Par ailleurs, afin de mieux appréhender le risque d’affaissement de terrain, l'inventaire national des cavités souterraines permet de localiser celles situées sur la commune.

#### Risques technologiques
Le risque de transport de matières dangereuses sur la commune est lié à sa traversée par des infrastructures routières ou ferroviaires importantes ou la présence d'une canalisation de transport d'hydrocarbures. Un accident se produisant sur de telles infrastructures est en effet susceptible d’avoir des effets graves au bâti ou aux personnes jusqu’à 350 m, selon la nature du matériau transporté. Des dispositions d’urbanisme peuvent être préconisées en conséquence.
En cas d’accident grave, certaines installations nucléaires sont susceptibles de rejeter dans l’atmosphère de l’iode radioactif. La commune étant située dans le périmètre de sûreté autour de la centrale nucléaire de Tricastin et du site nucléaire de Marcoule, elle est exposée au risque nucléaire. À ce titre les habitants de la commune ont bénéficié, à titre préventif, d'une distribution de comprimés d’iode stable dont l’ingestion avant rejet radioactif permet de pallier les effets sur la thyroïde d’une exposition à de l’iode radioactif. En cas d'incident ou d'accident nucléaire, des consignes de confinement ou d'évacuation peuvent être données et les habitants peuvent être amenés à ingérer, sur ordre du préfet, les comprimés d'iode.

## Toponymie
Au cours de la Révolution française, la commune porte provisoirement le nom de Sorts.

De l'ancien occitan Sors, autrement écrit sours, sorbs.

## Histoire

### Les stéphanois et le Rhône
Les « compoix » de Saint-Étienne-des-Sorts mentionnent de nombreux mariniers, occupés au transport des marchandises et matériaux sur le Rhône. Les Stéphanois s'étaient spécialisés dans la conduite des bateaux relativement petits, appelés "sapines". Trois mariniers, quatre au plus, suffisaient à leur manœuvre. Deux chevaux pouvaient les remonter sans trop de peine. Ils transportaient des fûts d'arbres et de peupliers jusqu'aux scieries d'Avignon, des pierres extraites des carrières pour être employées au revêtement des bords du fleuve avec un apogée de 1878 à 1883.
À cette époque, on fit les travaux d'enrochement du Rhône afin de le canaliser. Cinq cents ouvriers étaient occupés à l'extraction, au charroi des carrières jusqu'au Rhône et au transport par eau des pierres destinées à la construction des digues : une vingtaine de sapines portaient chacune en moyenne 30 ml de pierre, toutes commandées par des « patrons » du pays, partaient chaque jour des ports de Saint-Étienne-des-Sorts pour vider leur chargement jusqu'à Avignon.
Il n'y a pas un revêtement, pas un barrage, pas une digue au bord du Rhône, de Pont-Saint-Esprit à Avignon, auxquels les mariniers de Saint-Étienne-des-Sorts n'aient coopéré. La dernière sapine qui circula sur le Rhône périt de vétusté en 1912. Entretemps, ces barques avaient été remplacées par des pontons beaucoup plus grands, remorqués par des « toueurs » actionnés par des machines à vapeur. Les travaux du Rhône s'étant considérablement ralentis, les ressources ont subi ce ralentissement d'activité. La population qui était de 1 000 habitants en 1880, chuta progressivement à 311 habitants en 1931.

## Héraldique
| Blason de Saint-Étienne-des-Sorts | Blason  | D'hermine au pal losangé d'argent et de gueules. |
| Blason de Saint-Étienne-des-Sorts | Détails | Le statut officiel du blason reste à déterminer. |

## Politique et administration
| Période                                  | Période       | Identité                      | Étiquette    | Qualité         |
| ---------------------------------------- | ------------- | ----------------------------- | ------------ | --------------- |
| 1908                                     | 1920          | Raoux Placide François Xavier | (France)     |                 |
| mars 2001                                | mars 2008     | Serge Seu                     | PS           |                 |
| mars 2008                                | janvier 2019  | Didier Bonneaud               | DVG puis LSI | Cadre supérieur |
| janvier 2019                             | novembre 2023 | Patricia Garnero              | SE           | Commerçante     |
| Les données manquantes sont à compléter. |               |                               |              |                 |

## Démographie
L'évolution du nombre d'habitants est connue à travers les recensements de la population effectués dans la commune depuis 1793. Pour les communes de moins de 10 000 habitants, une enquête de recensement portant sur toute la population est réalisée tous les cinq ans, les populations de référence des années intermédiaires étant quant à elles estimées par interpolation ou extrapolation. Pour la commune, le premier recensement exhaustif entrant dans le cadre du nouveau dispositif a été réalisé en 2004.

En 2022, la commune comptait 537 habitants, en évolution de −4,28 % par rapport à 2016 (Gard : +2,97 %, France hors Mayotte : +2,11 %).
| 1793 | 1800 | 1806 | 1821 | 1831 | 1836 | 1841 | 1846 | 1851 |
| ---- | ---- | ---- | ---- | ---- | ---- | ---- | ---- | ---- |
| 501  | 556  | 532  | 581  | 600  | 588  | 633  | 703  | 667  |

| 1856 | 1861 | 1866 | 1872 | 1876 | 1881 | 1886 | 1891 | 1896 |
| ---- | ---- | ---- | ---- | ---- | ---- | ---- | ---- | ---- |
| 645  | 661  | 690  | 670  | 684  | 750  | 620  | 602  | 546  |

| 1901 | 1906 | 1911 | 1921 | 1926 | 1931 | 1936 | 1946 | 1954 |
| ---- | ---- | ---- | ---- | ---- | ---- | ---- | ---- | ---- |
| 522  | 532  | 502  | 350  | 347  | 335  | 331  | 280  | 269  |

| 1962 | 1968 | 1975 | 1982 | 1990 | 1999 | 2004 | 2006 | 2009 |
| ---- | ---- | ---- | ---- | ---- | ---- | ---- | ---- | ---- |
| 353  | 536  | 444  | 432  | 413  | 486  | 503  | 494  | 506  |

| 2014 | 2019 | 2022 | - | - | - | - | - | - |
| ---- | ---- | ---- | - | - | - | - | - | - |
| 552  | 548  | 537  | - | - | - | - | - | - |

## Économie

### Revenus
En 2018  (données Insee publiées en septembre 2021), la commune compte 233 ménages fiscaux, regroupant 519 personnes. La médiane du revenu disponible par unité de consommation est de 21 590 € (20 020 € dans le département).

### Emploi
|                | 2008   | 2013   | 2018   |
| -------------- | ------ | ------ | ------ |
| Commune        | 8,4 %  | 12,4 % | 10,5 % |
| Département    | 10,6 % | 12 %   | 12 %   |
| France entière | 8,3 %  | 10 %   | 10 %   |

En 2018, la population âgée de 15 à 64 ans s'élève à 347 personnes, parmi lesquelles on compte 80,5 % d'actifs (70,1 % ayant un emploi et 10,5 % de chômeurs) et 19,5 % d'inactifs,. Depuis 2008, le taux de chômage communal (au sens du recensement) des 15-64 ans est inférieur à celui du département, mais supérieur à celui de la France.
La commune fait partie de la couronne de l'aire d'attraction de Bagnols-sur-Cèze, du fait qu'au moins 15 % des actifs travaillent dans le pôle,. Elle compte 105 emplois en 2018, contre 101 en 2013 et 95 en 2008. Le nombre d'actifs ayant un emploi résidant dans la commune est de 246, soit un indicateur de concentration d'emploi de 42,5 % et un taux d'activité parmi les 15 ans ou plus de 62,9 %.
Sur ces 246 actifs de 15 ans ou plus ayant un emploi, 46 travaillent dans la commune, soit 19 % des habitants. Pour se rendre au travail, 91,8 % des habitants utilisent un véhicule personnel ou de fonction à quatre roues, 1,6 % les transports en commun, 5,3 % s'y rendent en deux-roues, à vélo ou à pied et 1,2 % n'ont pas besoin de transport (travail au domicile).

### Activités hors agriculture
34 établissements sont implantés  à Saint-Étienne-des-Sorts au 31 décembre 2019. Le tableau ci-dessous en détaille le nombre par secteur d'activité et compare les ratios avec ceux du département,.
| Secteur d'activité                                                                                        | Commune | Commune | Département |
| Secteur d'activité                                                                                        | Nombre  | %       | %           |
| --- | ------- | ------- | ----------- |
| Ensemble                                                                                                  | 34      |         |             |
| Industrie manufacturière, industries extractives et autres                                                | 6       | 17,6 %  | (7,9 %)     |
| Construction                                                                                              | 3       | 8,8 %   | (15,5 %)    |
| Commerce de gros et de détail, transports, hébergement et restauration                                    | 10      | 29,4 %  | (30 %)      |
| Information et communication                                                                              | 2       | 5,9 %   | (2,2 %)     |
| Activités immobilières                                                                                    | 2       | 5,9 %   | (4,1 %)     |
| Activités spécialisées, scientifiques et techniques et activités de services administratifs et de soutien | 4       | 11,8 %  | (14,9 %)    |
| Administration publique, enseignement, santé humaine et action sociale                                    | 3       | 8,8 %   | (13,5 %)    |
| Autres activités de services                                                                              | 4       | 11,8 %  | (8,8 %)     |

Le secteur du commerce de gros et de détail, des transports, de l'hébergement et de la restauration est prépondérant sur la commune puisqu'il représente 29,4 % du nombre total d'établissements de la commune (10 sur les 34 entreprises implantées  à Saint-Étienne-des-Sorts), contre 30 % au niveau départemental.

### Agriculture
Le nombre d'exploitations agricoles en activité et ayant leur siège dans la commune est de 16 lors du recensement agricole de 2020 et la surface agricole utilisée de 351 ha,.

## Culture locale et patrimoine

### Lieux et monuments
- La chapelle de Saint-Pierre se trouve à quelque trois cents mètres au nord du village de Saint-Étienne-des-Sorts et sur le sommet d'une colline aux pentes raides, plongeant presque dans le Rhône.
- Église Saint-Étienne de Saint-Étienne-des-Sorts.

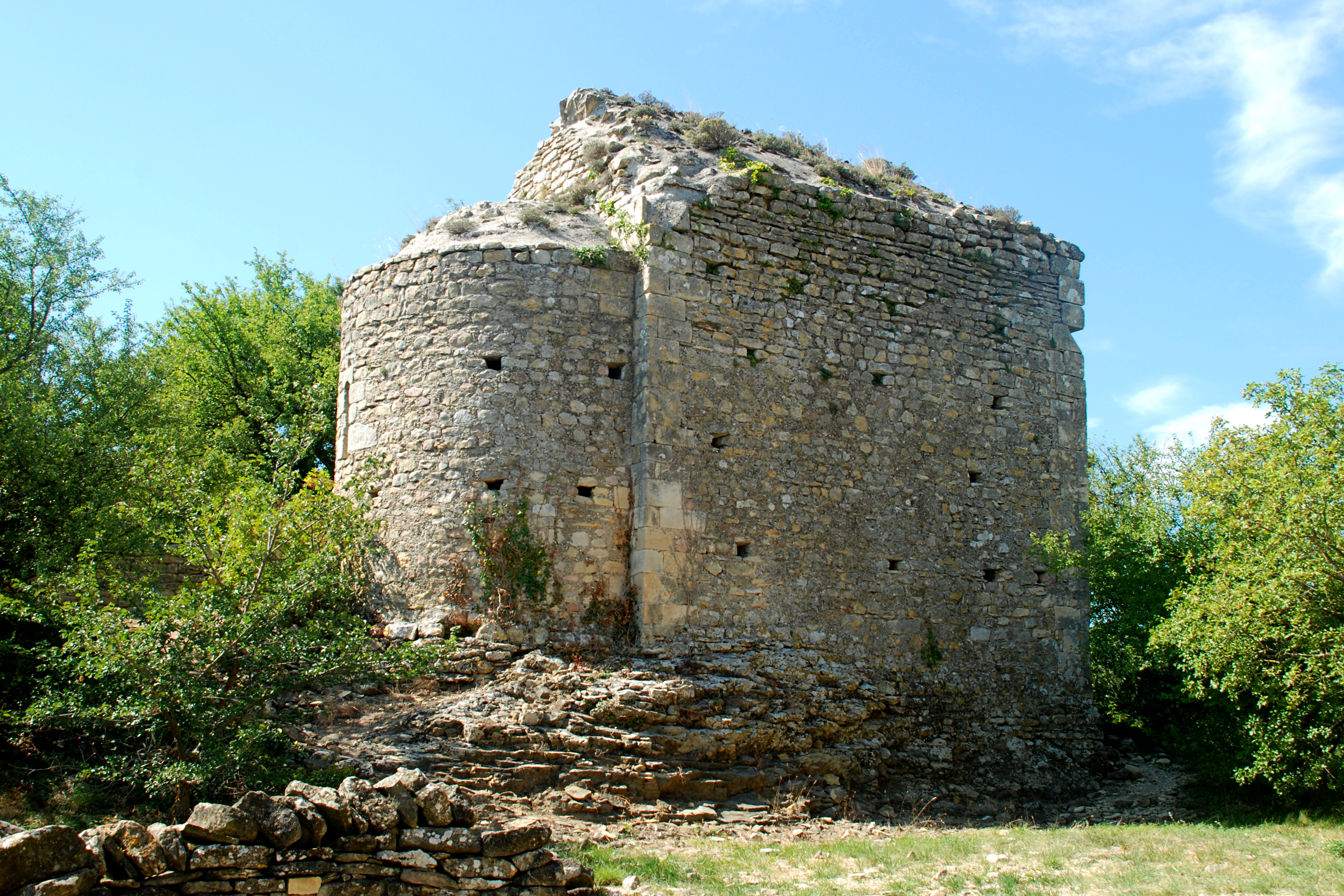
Chapelle Saint-Pierre
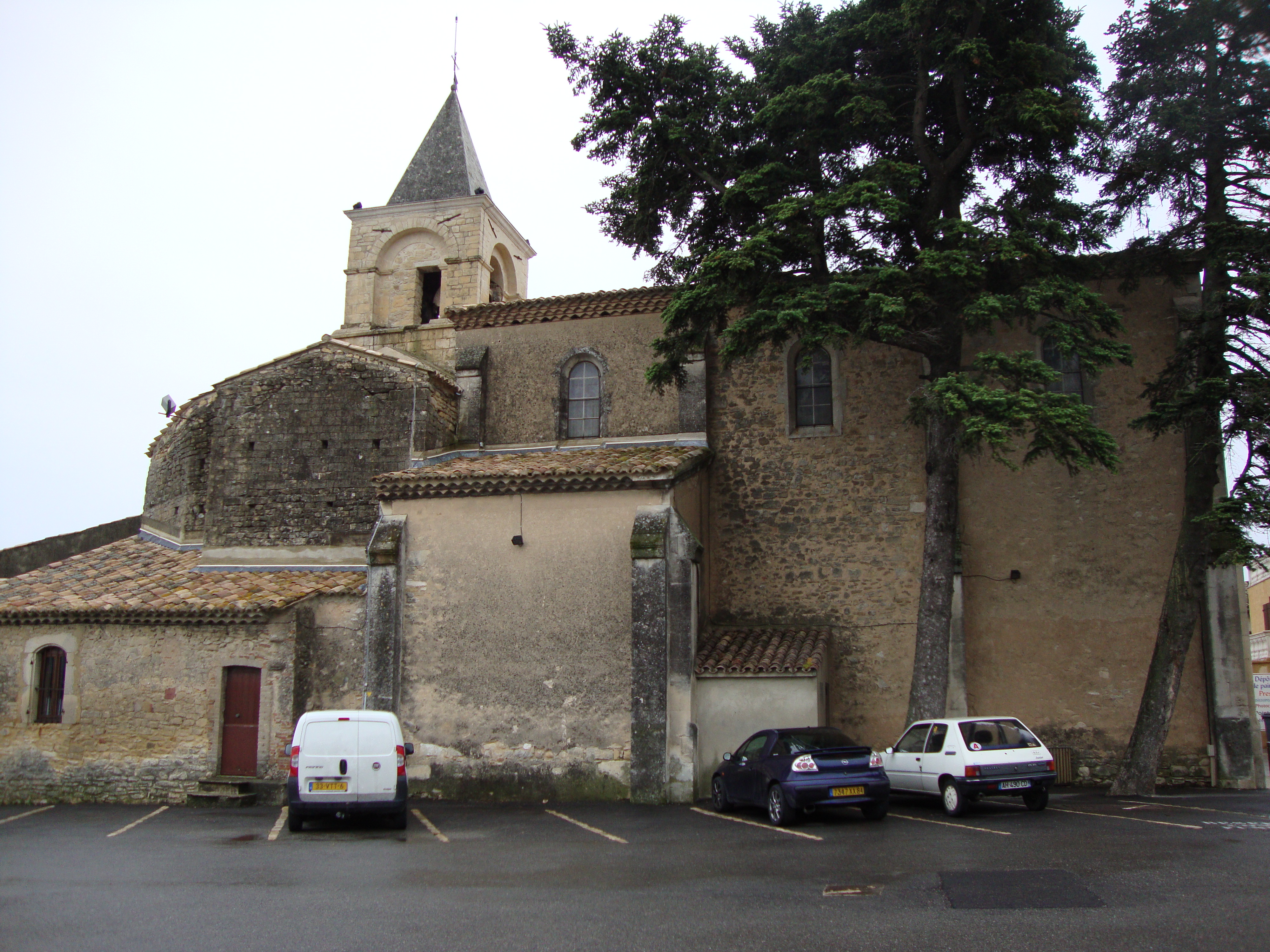
L'église Saint-Étienne